# マール・ランドール
マール・ランドール（英語: Merle Randall、1888年1月29日 - 1950年3月17日）は、アメリカ合衆国の物理化学者である。
ギルバート・ルイスと25年間共に研究を行い、化合物の反応熱を測定し、対応する自由エネルギーを決定したことで有名である。1923年に共著で出版した教科書『Thermodynamics and the Free Energy of Chemical Substances（熱力学と化学物質の自由エネルギー）』は、化学熱力学の分野における古典的な著作となった。
1932年、マール・ランドールはミッケル・フランゼンと共同で2つの科学論文を発表した。一つは『The Standard Electrode Potential of Iron and the Activity Coefficient of Ferrous Chloride（鉄の標準電極電位と塩化第一鉄の活量係数）』、もう一つは『Determination of the Free Energy of Ferrous Hydroxide from Measurements of Electromotive Force（起電力の測定からの水酸化第一鉄の自由エネルギーの決定）』である。

## 教育
ランドールは1912年にマサチューセッツ工科大学で『Studies in Free Energy（自由エネルギーの研究）』という論文で博士号を取得した。

## 関連事項
J.ウィラード・ギブズの研究に基づき、化学反応は反応に関与する物質の自由エネルギーによって決定される平衡状態へと進行することが知られていた。この理論を用いて、ギルバート・ルイスは25年間、様々な物質の自由エネルギーを決定する研究を行った。1923年、彼とランドールはこの研究結果をまとめ、化学熱力学を体系化した著書を出版した。
ベルギーの熱力学者イリヤ・プリゴジンによると、彼らの1923年の影響力のある教科書により、英語圏の多くの場所で「親和力」という用語が「自由エネルギー」という用語に置き換えられた。

## さらに詳しく
- Lewis, Gilbert Newton; Randall, Merle (1961). Thermodynamics. Revised by Pitzer, Kenneth S. & Brewer, Leo (2nd ed.). New York: McGraw-Hill Book Co.. ISBN 0-07-113809-9
- Randall, M.; Young, L.E. (1942). Elementary Physical Chemistry. Randall and sons